# رگا (امداد هوایی)
امداد هوایی سوئیس (به آلمانی: Schweizerische Rettungsflugwacht، فرانسوی: Garde aérienne suisse de sauvetage) یک سرویس امداد هوایی خصوصی و غیرانتفاعی است که کمک‌های پزشکی اورژانسی را در سوئیس ارائه می‌کند. شرکت رگا در ۲۷ آوریل ۱۹۵۲ توسط رودولف بوخر تأسیس شد، کسی که معتقد بود سرویس نجات سوئیس به یک شاخه هوایی تخصصی نیاز دارد. رگا عمدتاً در عملیات نجات کوهستان کمک می‌کند، اما در صورت لزوم، به ویژه در مواقع اضطراری که زندگی فرد در خطر است، در سایر مناطق نیز فعالیت می‌کند. رگا همچنین خدمات بازگشت به وطن و مشاوره پزشکی را برای اعضایی که در خارج از کشور با فوریت‌های پزشکی مواجه می‌شوند و درمان محلی در دسترس نیست، ارائه می‌دهد.
رگا همچنین به کشاورزان آلپ در نجات دام‌ها و بازیابی حیوانات مرده کمک در ماه‌های تابستان می‌کند.
به عنوان یک بنیاد غیرانتفاعی، رگا از هیچ دولتی کمک مالی دریافت نمی‌کند. آنها در اروپا کاملاً غیرمعمول هستند و اکثر هزینه‌های آنها از طریق حق عضویت سالانهٔ اهداکنندگان خصوصی پرداخت می‌شود (از سال ۲۰۱۶: ۳٫۲ میلیون نفر، ۳۸٪ از جمعیت). در عوض، شرکت رگا هیچ هزینه‌ای برای جستجو، نجات و بازگرداندن افراد به کشورشان از مشارکت‌کنندگان دریافت نمی‌کند. یکی دیگر از جنبه‌های نادر رگا این است که افراد در شرایط اضطراری می‌توانند مستقیماً با هلیکوپتر (شماره تلفن ۱۴۱۴) تماس بگیرند و درخواست کمک کنند.
دفتر مرکزی، مرکز رگا، (محل مرکز عملیات رگا که تمام ماموریت‌ها در آن هماهنگ می‌شوند) یک آشیانه هواپیما است که در بخش شمال شرقی فرودگاه زوریخ در محدوده شهرداری کلوتن واقع شده است؛ این آشیانه مستقیماً به باندهای فرودگاه دسترسی دارد. تمام هلیکوپترهای رگا سه خدمه دارند: یک خلبان، یک پزشک اورژانس و یک امدادگر که برای کمک به خلبان در ارتباطات رادیویی، ناوبری، اجتناب از عوارض زمینی/اشیاء و عملیات وینچ نیز آموزش دیده است.

## نام

عکس ترکیبی از برخاستن هلیکوپتر آگوستا A109 SP از کوهستان توسط سرویس نجات هوایی رگا

نام رگا با ترکیب حروف نام «گارد نجات هوایی سوئیس» (Swiss Air Rescue Guard) ساخته شده است. تصمیم به تغییر نام در سال ۱۹۷۹ گرفته شد تا نامی واحد و مختصرتر برای گویشوران این سه زبان ایجاد شود.

## خلبانان
اورسولا بوهلر هدینگر، اولین زن سوئیسی که مجوز پرواز با جت را داشت و اولین مربی پرواز زن سوئیسی که بیش از ۲۵ سال برای REGA پرواز کرد.

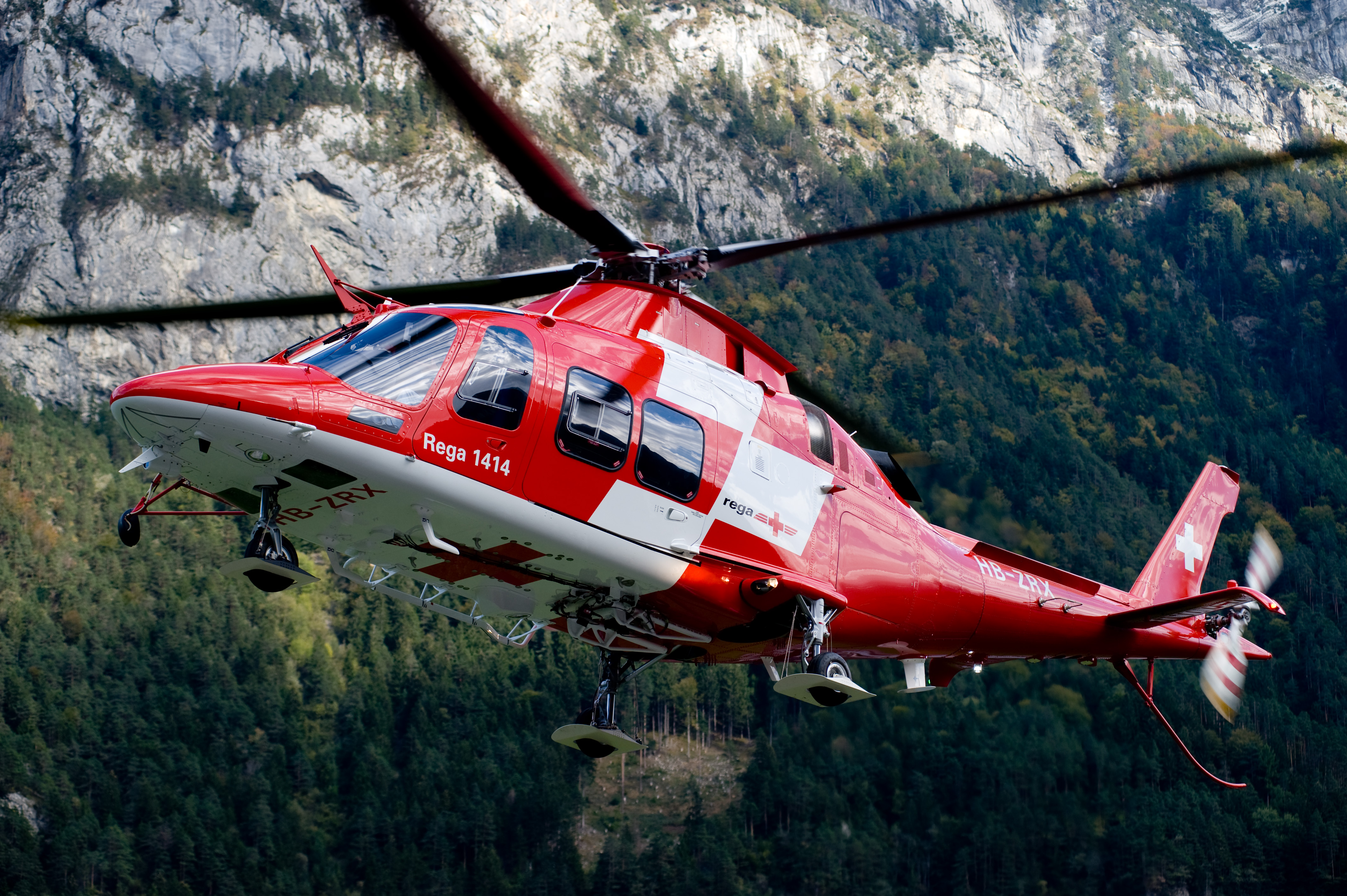
AW109SP داوینچی

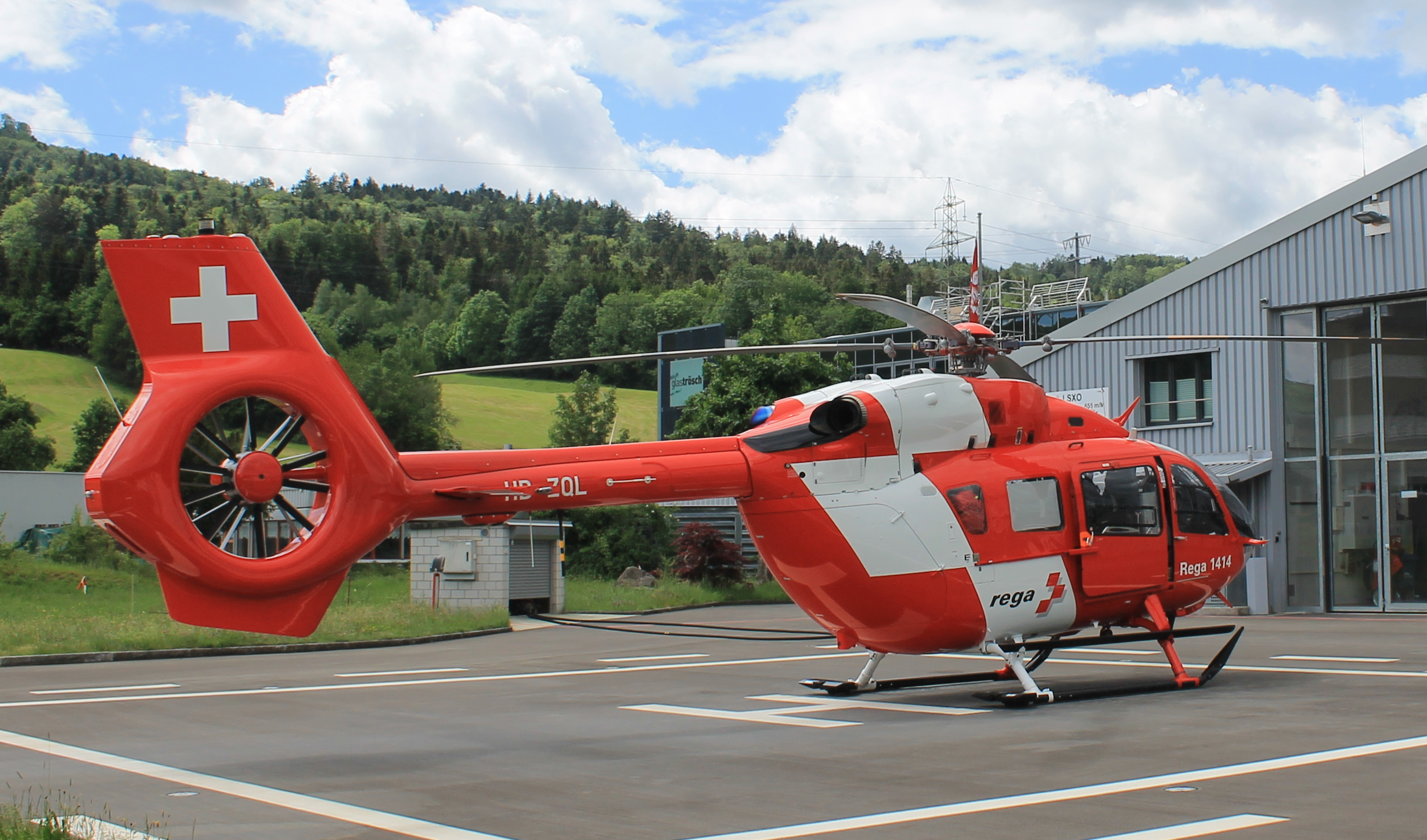
ایرباس H145 D2

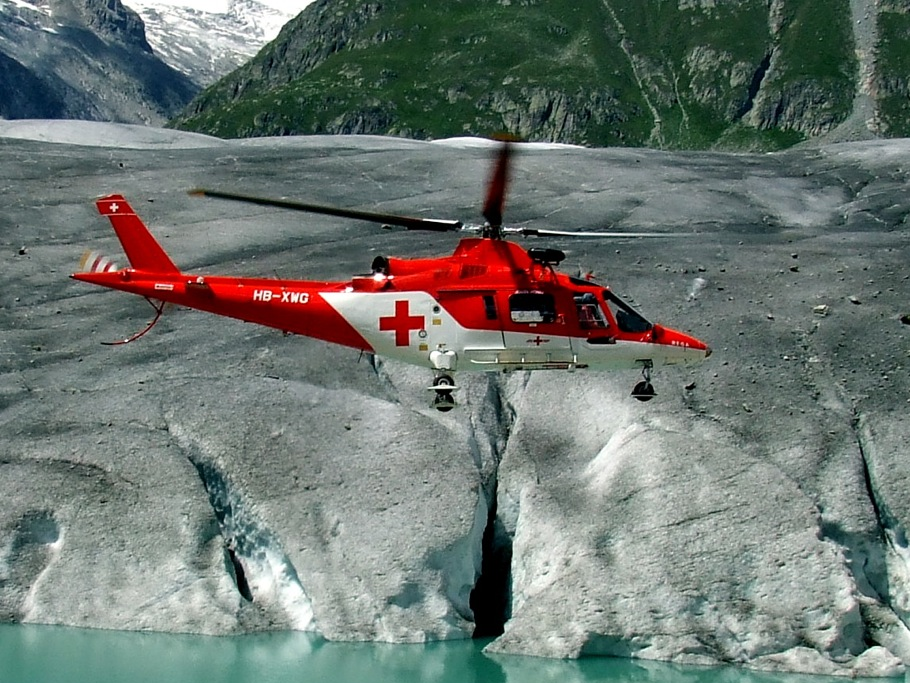
آگوستا A.109 K2

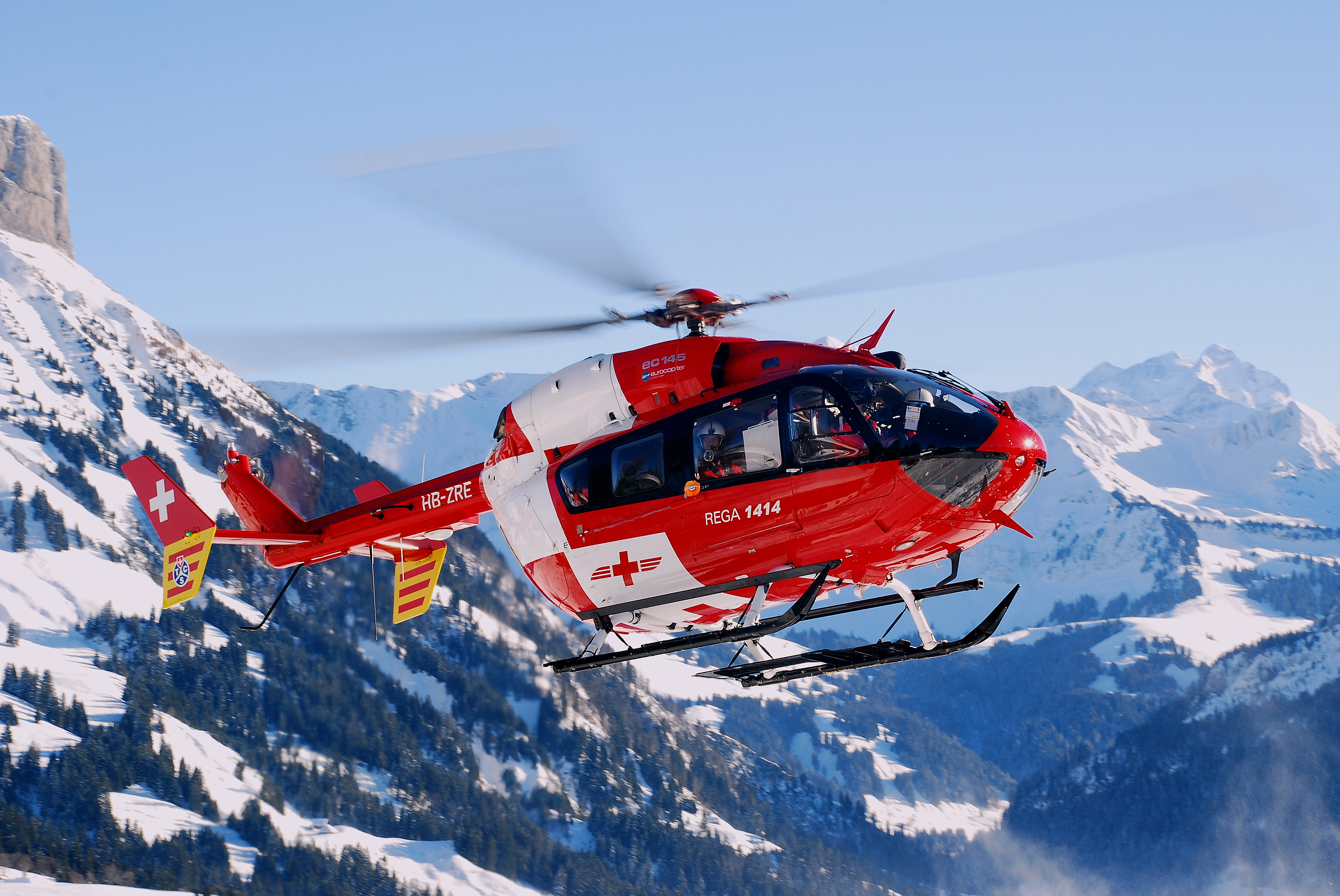
یوروکوپتر ای سی ۱۴۵.

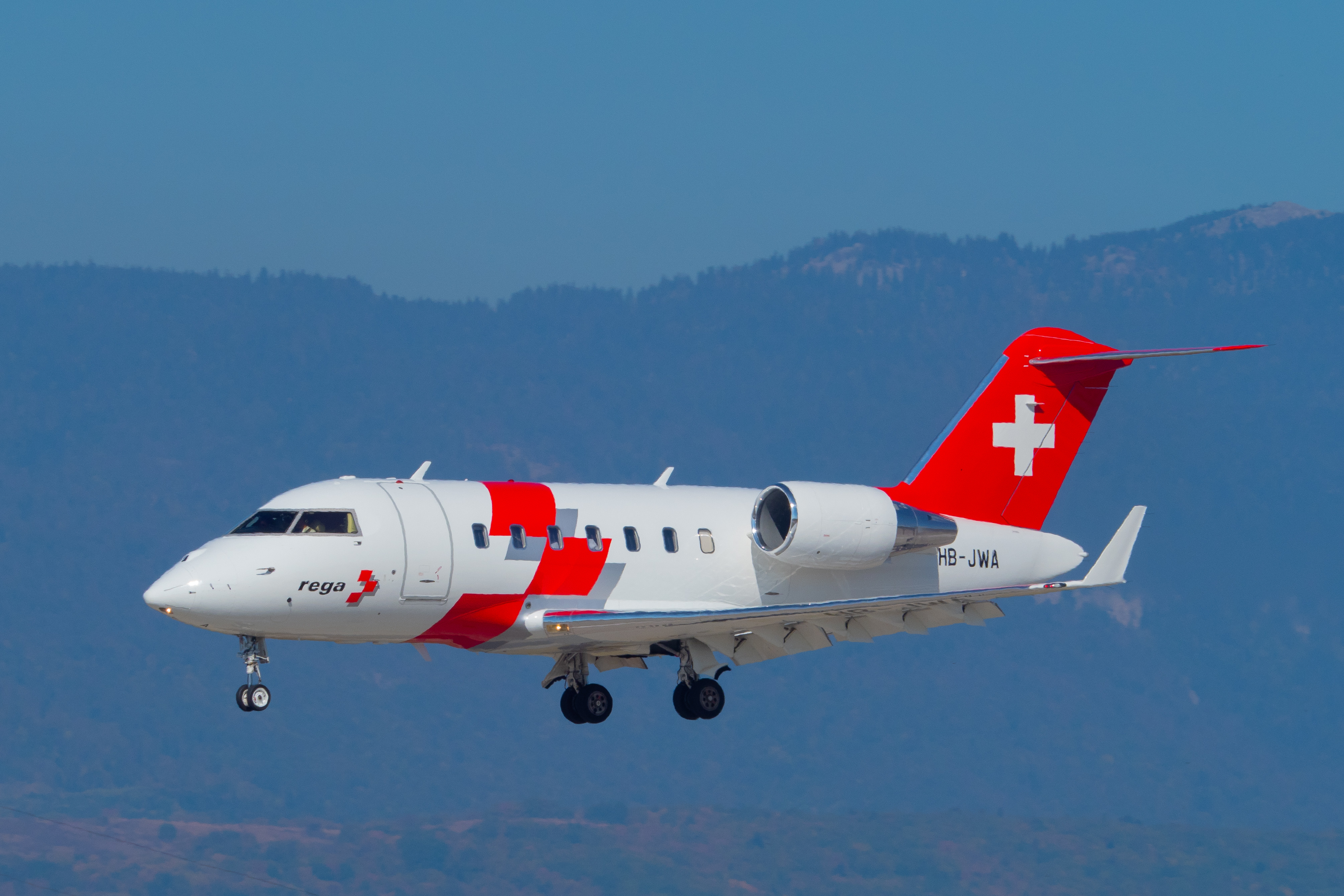
بمباردیه سی‌ال-۶۵۰ «چلنجر»